# Sphaerocaryum
Sphaerocaryum é um género de plantas com flor pertencente à família Poaceae. São plantas herbáceas originárias do norte da Austrália.

## Descrição
São plantas anuais, estoloníferas e decumbentes. Colmos de 5–15 cm de altura, totalmente herbáceos. Os nós dos colmos são pilosos e os entrenós ocos.
As folhas não são basalmente agregadas nem auriculadas. As lâminas foliares são ovadas, largas ou afiladas, de 3–10 mm de largura (pequena mas relativamente larga, do tipo Commelina), cordada (amplexicaule), com bainhas cruzadas pouco marcadas e persistente. Lígula pilosa.
Reprodução bissexual, com espiguilhas bisexuais e flores hermafroditas.
Inflorescência sem pseudo-espiguilhas, paniculada, aberta e espatada.
Espiguillas femeninas fértiles; morfológicamente ‘convencionales’; 0,8–1,4 mm de largo; no apreciablemente comprimidas; caen con las glumas (pero éstas son con frecuencia deciduas). Raquilla terminada por una flor femenina fértil. El callo de pelo está ausente.
O número cromossómico de base é x = 10 e 2n = 20.
São plantas helofíticas a mesofíticas.
O género tem distribuição natural numa região que vai da Índia ao sueste da China, Formosa, Península Malaia e norte da Austrália.

## Espécies
O género Sphaerocaryum inclui as seguintes espécies:
- Sphaerocaryum elegans
- Sphaerocaryum malacense
- Sphaerocaryum pulchellum